# Малая Волчанка
Малая Волчанка — река в Свердловской области. Малая Волчанка является притоком реки Большой Волчанки. Начало берёт из болот и питается за счёт атмосферных осадков и грунтовых вод.

## Происхождение названия
В источнике XVIII в. гидроним записан в формах Валча, Волча, поэтому можно предполагать его дорусское происхождение, а появление формы Волчанка результатом русификации названия.

## Населённые пункты
Город Волчанск строился в бассейне рек Малой Волчанки и Большой Волчанки. Малая Волчанка протекает через северную часть города. Вдоль неё проходит Волчанская улица. На реке имеется несколько прудов в черте города и за его пределами. Большая Волчанка протекает вдоль южной окраины города и в настоящее время в районе горных работ разреза «Волчанский» ЗАО «Волчанский уголь» совмещена с нагорной канавой, куда осуществляются сбросы карьерных вод. Русло реки в этом районе неоднократно переносилось по мере отработки угольного месторождения.

## В культуре

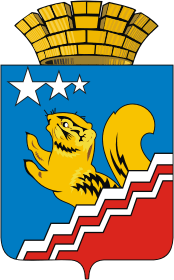
Река на гербе Волчанского городского округа

На гербе и флаге Волчанского городского округа и изображены две серебряные полосы (на флаге — прямые, на гербе — извилистые), которые символизируют реки Большая и Малая Волчанка.